# Каскалес, Франсиско
Франси́ско де Каска́лес (исп. Francisco de Cascales; 1570, Фортуна — 1640, Мурсия) — испанский литератор, ритор и грамматик.
Изучал филологию, состоял на военной службе в нидерландской и французской армиях.
Противник Гонгоры и его вычурности. Написал: «Поэтические скрижали» (Tablas poeticas (Мурсия, 1617; с биографией К., Мадрид, 1779), «Письма филолога» (Cartas philologicas (1634), «Ars Horatii in methodum reducta» (Вал., 1659) и др.